# Temple de la renommée des courses américaines
Le Temple de la renommée des courses américaines (en anglais National Museum of Racing and Hall of Fame) a été fondé en 1951 à Saratoga Springs, dans l'état de New York, pour honorer les chevaux, entraîneurs et jockeys des courses de pur-sang.

## Histoire

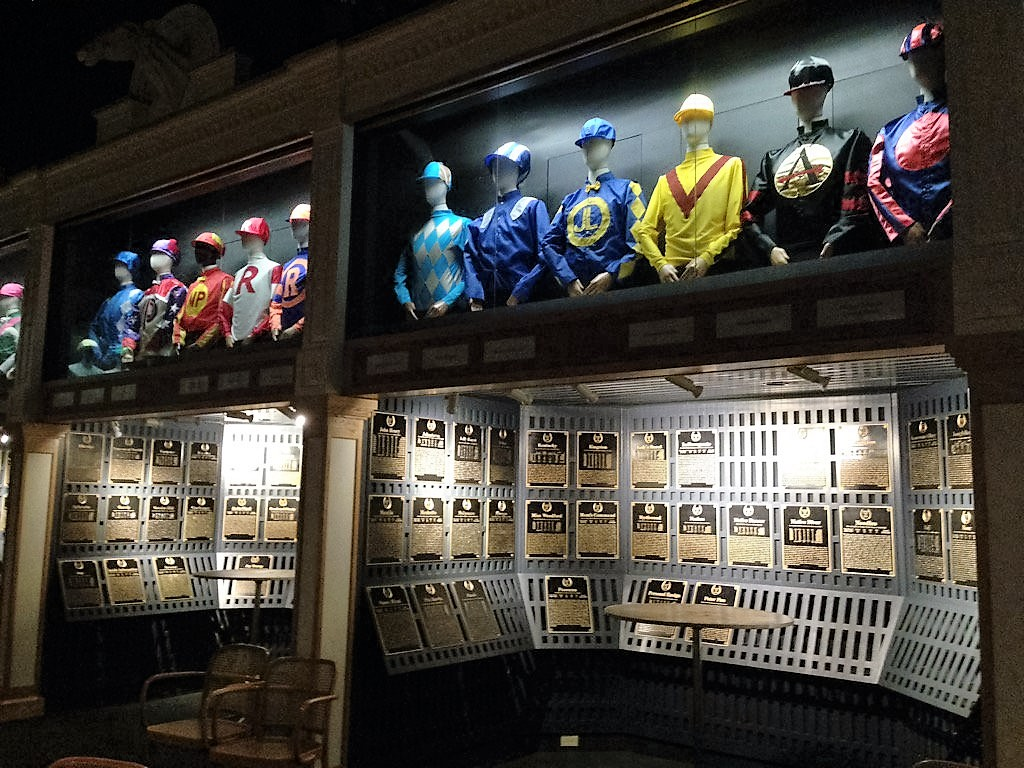
Galerie du Hall of Fame.

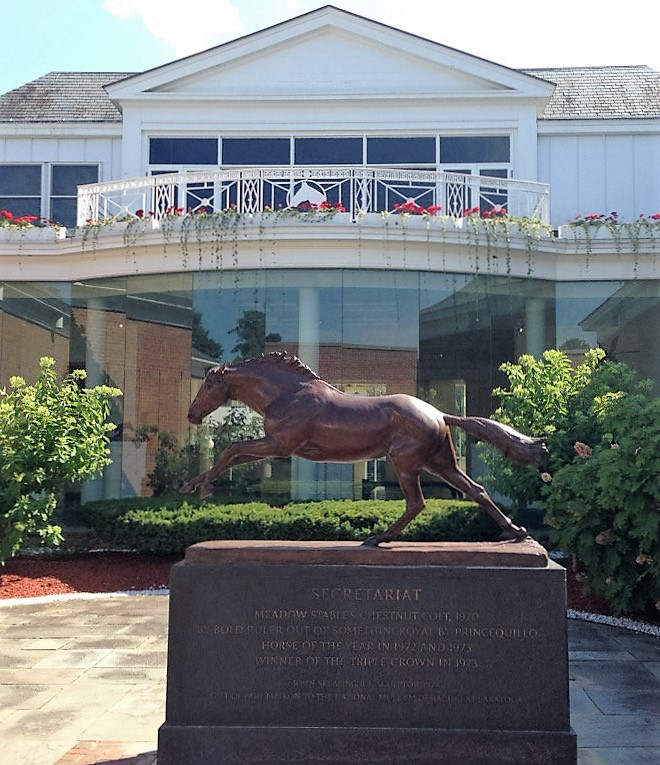
Statue de Secretariat à l'entrée du musée.

Le Musée National des Courses ouvre ses portes en 1951, avec pour première pièce de collection un fer à cheval porté par le légendaire Lexington (1850-1875), le plus grand étalon américain de la fin du XIXe siècle. En 1955, le musée prend ses quartiers dans son site actuel, sur Union Avenue, près de l'hippodrome de Saratoga, et  présente au public une large collection d’œuvres, d'objets et de documents sur l'histoire des courses hippiques depuis le XVIIIe siècle. En cette même année 1955, les premières admissions au Hall of Fame sont prononcées.
Chaque printemps est publiée une liste de noms retenus par le comité d'admissions dans quatre catégories (mâles, femelles, entraineurs, jockeys), la liste des élus au Hall of Fame est annoncée au cours de la semaine du Kentucky Derby, en mai, et la cérémonie des admissions a lieu en août, durant le meeting de Saratoga. Pour être admis au Hall of Fame, les chevaux contemporains doivent être retirés de la compétition depuis au moins cinq ans (une exception fut faite pour l'exceptionnel Secretariat, admis aussitôt sa carrière terminée, de même que pour la pouliche Ruffian, dont le destin tragique avait marqué les esprits) et restent éligibles durant vingt-cinq ans (les chevaux retirés depuis plus de vingt-cinq ans pouvant être admis rétrospectivement par le comité de révision historique). Concernant les jockeys, les impétrants contemporains deviennent éligibles après avoir été licenciés pendant au moins vingt ans et restent éligibles vingt-cinq ans après leur retraite. Quant aux entraîneurs, ils sont éligibles après vingt-cinq ans de licence, et restent éligibles vingt-cinq ans après leur retraite. Bull Lea est l'étalon le mieux représenté, avec sept de ses produits élus dans ce panthéon (Armed, Bewitch, Citation, Coaltown, Real Delight, Twilight Tear et Two Lea), tandis que l'incontournable La Troienne est la seule poulinière représentée deux fois dans cette liste (Black Helen et Bimelech).

## Chevaux admis au Hall of Fame
| Photo | Nom                               | Admission | Père                | Carrière             | Courses | Victoires | Principales victoires | Distinctions |
| ----- | --------------------------------- | --------- | ------------------- | -------------------- | ------- | --------- | --- | --- |
|       | A.P. Indy                         | 2000      | Seattle Slew        | 1991-1992            | 11      | 8         | Hollywood Futurity, Santa Anita Derby, Belmont Stakes, Breeders' Cup Classic | Cheval de l'année (1992) |
|       | Ack Ack                           | 1986      | Battle Joined       | 1968-1971            | 27      | 19        | Arlington Classic, Withers Stakes, Los Angeles Handicap, Santa Anita Handicap, American Handicap, Hollywood Gold Cup | Cheval d'âge de l'année (1971) Sprinter de l'année (1971) Cheval de l'année (1971) |
|       | Affectionately                    | 1989      | Swaps               | 1962-1965            | 52      | 28        | Spinaway Stakes, Sorority Stakes, Astoria Stakes, Interborough Handicap, Vosburgh Stakes, Correction Handicap,Top Flight Handicap, Distaff Handicap, Vagrancy Handicap | Sprinter de l'année (1965) Pouliche de 2 ans (1962) |
|       | Affirmed                          | 1980      | Exclusive Native    | 1977-1979            | 29      | 22        | Triple Couronne (Kentucky Derby, Preakness Stakes, Belmont Stakes), Santa Anita Derby, Woodward Stakes, Jockey Club Gold Cup | Poulain de 2 ans (1977) Poulain de 3 ans (1978) Cheval d'âge de l'année (1979) Cheval de l'année (1978, 1979) |
|       | All Along                         | 1990      | Targowice           | 1981-1984            | 21      | 9         | Prix de l'Arc de Triomphe, Prix Vermeille, Turf Classic, Washington D.C. International Stakes, Rothmans International | Jument de l'année sur le gazon (1983) Cheval de l'année (1983) Hall of Fame des courses françaises (2025) |
|       | Alsab                             | 1976      | Good Goods          | 1941-1944            | 51      | 25        | Preakness Stakes, Walden Stakes, Champagne Stakes, Mayflower Stakes, American Derby, New York Handicap, Withers Stakes | Poulain de 2 ans (1941) Poulain de 3 ans (1942) |
|       | Alydar                            | 1989      | Raise a Native      | 1977-1979            | 26      | 14        | Travers Stakes, Great American Stakes, Champagne Stakes, Florida Derby, Blue Grass Stakes, Arlington Classic, Whitney Handicap | Tête de liste des étalons (1990) |
|       | Alysheba                          | 1993      | Alydar              | 1986-1988            | 26      | 11        | Kentucky Derby, Preakness Stakes, Breeders' Cup Classic, Woodward Stakes, Santa Anita Handicap, Meadowlands Cup | Poulain de 3 ans (1987) Cheval d'âge de l'année (1988) Cheval de l'année (1988) |
|       | American Eclipse                  | 1970      | Duroc               | 1818-1823            | 8       | 8         | | |
|       | American Pharoah                  | 2021      | Pioneerof The Nile  | 2014-2015            | 11      | 9         | Triple Couronne (Kentucky Derby, Preakness Stakes, Belmont Stakes), Breeders' Cup Classic, Haskell Invitational Stakes, Del Mar Futurity, FrontRunner Stakes, Arkansas Derby | Poulain de 2 ans (2014) Poulain de 3 ans (2015) Cheval de l'année (2015) |
|       | Ancient Title                     | 2008      | Gummo               | 1972-1978            | 57      | 24        | California Breeders' Champion Stakes, Los Angeles Handicap,Charles H. Strub Stakes, Californian Stakes, Hollywood Gold Cup, San Carlos Handicap, Whitney Handicap, Del Mar Handicap                                                                                                | Cheval de l'année en Californie (1974, 1975) |
|       | Aristides                         | 2024      | Leamington          | 1875-1876            | 21      | 9         | Kentucky Derby, Jerome Handicap, Withers Stakes | Poulain de 3 ans (1875) |
|       | Armed                             | 1963      | Bull Lea            | 1944-1950            | 81      | 41        | Washington Handicap, Suburban Handicap, Whirlaway Stakes, Stars and Stripes Handicap, Gulfstream Park Handicap, Arlington Handicap, McLennan Memorial Handicap | Cheval d'âge de l'année (1946, 1947) Cheval de l'année (1947) |
|       | Artful                            | 1956      | Hamburg             | 1904-1905            | 8       | 6         | Futurity Stakes, Great Filly Stakes, White Plains Handicap, Brighton Handicap | Pouliche de 2 ans (1904) Pouliche de 3 ans (1905) |
|       | Arrogate                          | 2023      | Unbridled's Song    | 2016-2017            | 11      | 7         | Breeders' Cup Classic, Travers Stakes, Pegasus World Cup, Dubaï World Cup | Poulain de 3 ans (2016) |
|       | Arts and Letters                  | 1994      | Ribot               | 1968-1970            | 23      | 11        | Belmont Stakes, Travers Stakes, Jockey Club Gold Cup, Woodward Stakes, Blue Grass Stakes, Everglades Stakes, Jim Dandy Stakes, Metropolitan Handicap | Poulain de 3 ans (1969) Cheval de l'année (1969) |
|       | Ashado                            | 2014      | Saint Ballado       | 2003-2005            | 21      | 12        | Spinaway Stakes, Kentucky Oaks, Breeders' Cup Distaff, Coaching Club American Oaks,Ogden Phipps Handicap, Go For Wand Handicap, Beldame Stakes | Pouliche de 3 ans (2004) Jument d'âge de l'année (2005) |
|       | Assault                           | 1964      | Bold Venture        | 1945-1950            | 42      | 18        | Triple Couronne (Kentucky Derby, Preakness Stakes, Belmont Stakes), Flash Stakes,Wood Memorial, Dwyer Stakes, Westchester Handicap, Pimlico Special, Grey Lag Handicap, Suburban Handicap                                                                                          | Poulain de 3 ans (1946) Cheval de l'année (1946) |
|       | Azeri                             | 2010      | Jade Hunter         | 2001-2004            | 24      | 17        | Breeders' Cup Distaff, Clement L. Hirsch Handicap, Santa Margarita Invitational Handicap,Apple Blossom Handicap, Milady Breeders' Cup Handicap, Vanity Handicap,Go For Wand Handicap, Spinster Stakes                                                                              | Jument d'âge de l'année (2002, 2003, 2004) Cheval de l'année (2002) |
|       | Battleship (steeple-chaser)       | 1969      | Man o' War          | 1929-1938            | 55      | 24        | Grand National, American Grand National | |
|       | Bayakoa                           | 1998      | Consultants Bid     | 1986-1991            | 39      | 21        | Breeders' Cup Distaff, Santa Margarita Invitational Handicap, Apple Blossom Handicap, Hawthorne Handicap, Milady Handicap, Vanity Handicap, Ruffian Handicap, Spinster Stakes, Santa Maria Handicap                                                                                | Jument d'âge de l'année (1989, 1990) |
|       | Bed o'Roses                       | 1976      | Rosemont            | 1949-1952            | 46      | 18        | National Stallion Stakes, Colleen Stakes, Demoiselle Stakes, Matron Stakes, Selima Stakes, Comely Handicap, Santa Margarita Handicap | Pouliche de 2 ans (1949) Jument d'âge de l'année (1951) |
|       | Beholder                          | 2022      | Henny Hughes        | 2012-2016            | 26      | 18        | Breeders' Cup Juvenile Fillies, Breeders' Cup Distaff, Las Virgenes Stakes, Santa Anita Oaks, Zenyatta Stakes, Clement L. Hirsch Stakes, Pacific Classic, Vanity Mile | Pouliche de 2 ans (2012) Pouliche de 3 ans (2013) Jument d'âge sur le dirt (2015, 2016) |
|       | Beldame                           | 1956      | Octagon             | 1903-1905            | 31      | 17        | Great Filly Stakes, Alabama Stakes, Gazelle Handicap, Carter Handicap, Mermaid Stakes, Saratoga Cup, First Special, Second Special, Dolphin Sakes, Mermaid Stakes, September Stakes, Suburban Handicap                                                                             | Pouliche de 3 ans (1904) Cheval de l'année (1904) |
|       | Ben Brush                         | 1955      | Bramble             | 1895-1897            | 40      | 25        | Kentucky Derby, Champagne Stakes, Suburban Handicap, Latonia Derby, Brighton Handicap | Poulain de 3 ans (1895) Cheval d'âge de l'année (1897) Tête de liste des étalons (1909) |
|       | Ben Nevis II (steeple-chaser)     | 2009      | Casmiri             | 1976-1980            | 21      | 9         | Grand National, Maryland Hunt Cup | |
|       | Best Pal                          | 2010      | Habitony            | 1990-1996            | 47      | 18        | Hollywood Futurity, Del Mar Futurity, Norfolk Stakes, Pacific Classic Stakes, Swaps Stakes, Santa Anita Handicap, Charles H. Strub Stakes, Hollywood Gold Cup, California Cup Classic, Native Diver Handicap, San Antonio Handicap                                                 | Cheval de l'année en Californie (1990, 1991, 1992) |
|       | Bewitch                           | 1977      | Bull Lea            | 1947-1951            | 55      | 20        | Washington Park Futurity, Princess Pat Stakes, Debutante Stakes, Modesty Stakes, Ashland Stakes, Beverly Handicap, Vineland Handicap, Black Helen Handicap, Vanity Handicap | Pouliche de 2 ans (1947) Jument d'âge de l'année (1949) |
|       | Billy Kelly                       | 2015      | Dick Welles         | 1918-1923            | 69      | 39        | Flash Stakes, Sanford Stakes, Annapolis Handicap, Eastern Shore Handicap, Columbia Handicap, Harford Handicap, Philadelphia Handicap, Capitol Handicap, Susquehanna Handicap, Pimlico Fall Serial, Connaught Handicap, King George Stakes, Aero Handicap                           | Poulain de 2 ans (1918) |
|       | Bimelech                          | 1990      | Black Toney         | 1939-1941            | 15      | 11        | Preakness Stakes, Belmont Stakes, Hopeful Stakes, Belmont Futurity Stakes, Pimlico Futurity, Blue Grass Stakes | Poulain de 2 ans (1939) Poulain de 3 ans (1940) |
|       | Black Gold                        | 1989      | Black Toney         | 1923-4 1927-8        | 35      | 18        | Kentucky Derby, Louisiana Derby, Derby Trial, Ohio State Derby, Chicago Derby, Bashford Manor Stakes | |
|       | Black Helen                       | 1991      | Black Toney         | 1934-1935            | 22      | 15        | Florida Derby, Coaching Club American Oaks, American Derby, Maryland Handicap | Pouliche de 3 ans (1935) |
|       | Blue Larkspur                     | 1957      | Black Servant       | 1928-1930            | 16      | 10        | Belmont Stakes, Juvenile Stakes, National Stallion Stakes, Withers Stakes, Arlington Classic, Stars and Stripes Handicap, Arlington Cup | Cheval d'âge de l'année (1930) Cheval de l'année (1929) |
|       | Bold 'n Determined                | 1997      | Bold and Brave      | 1979-1981            | 20      | 16        | Kentucky Oaks, Oak Leaf Stakes, Spinster Stakes, Coaching Club American Oaks, Acorn Stakes, Maskette Stakes, Pasadena Stakes, Apple Blossom Handicap | |
|       | Bold Ruler                        | 1973      | Nasrullah           | 1956-1958            | 33      | 23        | Preakness Stakes, Futurity Stakes, Youthful Stakes, Wood Memorial, Vosburgh Handicap, Queens County Handicap, Trenton Handicap, Toboggan Handicap, Stymie Handicap, Suburban Handicap, Monmouth Handicap.                                                                          | Poulain de 3 ans (1957) Sprinter de l'année (1958) Cheval de l'année (1957) Tête de liste des étalons (1963-1969, 1973) |
|       | Bon Nouvel (steeple-chaser)       | 1976      | Duc de Fer          | 1963-1968            | 51      | 16        | | |
|       | Boston                            | 1955      | Timoleon            | 1836-1843            | 45      | 40        | | |
|       | Bowl of Flowers                   | 2004      | Sailor              | 1960-1961            | 16      | 10        | National Stallion Stakes, Frizette Stakes, Spinster Stakes, Acorn Stakes, Coaching Club American Oaks | Pouliche de 2 ans (1960) Pouliche de 3 ans (1961) |
|       | Broomstick                        | 1956      | Ben Brush           | 1903-1905            | 39      | 14        | Travers Stakes, Great American Stakes, Juvenile Stakes, Expectation Stakes, Brighton Handicap, Flying Handicap | Tête de liste des étalons (1913-1915) |
|       | Buckpasser                        | 1970      | Tom Fool            | 1965-1967            | 31      | 25        | Jockey Club Gold Cup, Travers Stakes, Woodward Stakes, Champagne Stakes, Hopeful Stakes, Tremont Stakes, Flamingo Stakes, Arlington Classic, Lawrence Realization Stakes, American Derby, Everglades Stakes                                                                        | Poulain de 2 ans (1965) Poulain de 3 ans (1966) Cheval de l'année (1966) |
|       | Busher                            | 1964      | War Admiral         | 1944-1947            | 21      | 15        | Matron Stakes, Selima Stakes, Santa Margarita Handicap, Cleopatra Handicap, Arlington Handicap, Washington Park Handicap, Hollywood Derby, Vanity Handicap | Pouliche de 2 ans (1944) Pouliche de 3 ans (1945) Cheval de l'année (1945) |
|       | Bushranger (steeple-chaser)       | 1967      | Stefan The Great    | 1932-1936            | 21      | 11        | American Grand National, Whitney Gold Trophy Handicap, Broad Hollow Handicap, Brook Handicap | |
|       | Cafe Prince (steeple-chaser)      | 1985      | Crème dela Creme    | 1972-1980            | 52      | 18        | American Grand National, Lovely Night Steeplechase Handicap, Colonial Cup International Steeplechase, King of Spain International Gold Cup Steeplechase | Steeple-chaser de l'année (1977, 1978) |
|       | California Chrome                 | 2023      | Lucky Pulpit        | 2013-2017            | 27      | 16        | Kentucky Derby, Preakness Stakes, Dubaï World Cup, Santa Anita Derby, Hollywood Derby, Pacific Classic Stakes, Awesome Again Stakes | Poulain de 3 ans (2014) Cheval de l'année (2014, 2016) |
|       | Carry Back                        | 1975      | Saggy               | 1960-1963            | 61      | 21        | Kentucky Derby, Preakness Stakes, Remsen Stakes, Garden State Futurity, Flamingo Stakes, Florida Derby, Everglades Stakes, Jerome Handicap, Trenton Handicap, Metropolitan Handicap, Monmouth Handicap, Whitney Handicap                                                           | Poulain de 3 ans (1963) |
|       | Cavalcade                         | 1993      | Lancegaye           | 1933-1936            | 22      | 8         | Kentucky Derby, Preakness Stakes, American Derby, Arlington Classic, Detroit Derby | Poulain de 2 ans (1933) Poulain de 3 ans (1934) Cheval de l'année (1934) |
|       | Challedon                         | 1977      | Challenger II       | 1938-1942            | 44      | 20        | Preakness Stakes, Pimlico Futurity, Maryland Futurity, Arlington Classic, Hawthorne Gold Cup Handicap, Narragansett Special, Pimlico Special, Yankee Handicap, Hollywood Gold Cup, Whitney Handicap, Philadelphia Handicap                                                         | Poulain de 3 ans (1939) Cheval de l'année (1939, 1940) Cheval d'âge de l'année (1940) |
|       | Chris Evert                       | 1988      | Swoon's Son         | 1973-1975            | 15      | 10        | Demoiselle Stakes, Golden Rod Stakes, Acorn Stakes, Mother Goose Stakes, Coaching Club American Oaks, La Canada Stakes | Pouliche de 3 ans (1974) |
|       | Cicada                            | 1967      | Bryan G.            | 1961-1964            | 42      | 23        | Kentucky Oaks, Spinaway Stakes, Matron Stakes, Frizette Stakes, Acorn Stakes, Mother Goose Stakes, Beldame Stakes, Jersey Belle Stakes, Columbiana Handicap, Distaff Handicap, Vagrancy Handicap                                                                                   | Pouliche de 2 ans (1961) Pouliche de 3 ans (1962) Jument d'âge de l'année (1963) |
|       | Cigar                             | 2002      | Palace Music        | 1993-1996            | 33      | 19        | Dubai World Cup, Breeders' Cup Classic,Woodward Stakes, Jockey Club Gold Cup, NYRA Mile, Donn Handicap, Gulfstream Park Handicap, Hollywood Gold Cup | Cheval de l'année (1995, 1996) Cheval d'âge de l'année (1995, 1996) |
|       | Citation                          | 1959      | Bull Lea            | 1947-1951            | 45      | 32        | Triple Couronne (Kentucky Derby, Preakness Stakes, Belmont Stakes), Jockey Club Gold Cup, Futurity Stakes, Pimlico Futurity, Flamingo Stakes, Stars and Stripes Handicap, American Derby, Pimlico Special, Hollywood Gold Cup, San Francisco Breeders' Cup Mile, American Handicap | Poulain de 2 ans (1947) Poulain de 3 ans (1948) Cheval de l'année (1948) Cheval d'âge de l'année (1951) |
|       | Clifford                          | 2014      | Bramble             | 1892-1897            | 62      | 42        | Phoenix Handicap, Latonia Spring Prize, Second Special Stakes, Omnium Handicap, Club Members Handicap, Oriental Handicap, Memorial Handicap, Flight Stakes, Long Island Handicap                                                                                                   | Poulain de 3 ans (1893) Cheval d'âge de l'année (1894) |
|       | Coaltown                          | 1983      | Bull Lea            | 1948-1951            | 39      | 23        | Phoenix Handicap, Jerome Handicap, Blue Grass Stakes, Swift Stakes, Stars & Stripes Handicap, Gallant Fox Handicap, Widener Handicap, Gulfstream Park Handicap, Arlington Handicap, McLennan Handicap, Washington Park Handicap, Whirlaway Stakes                                  | Sprinter de l'année (1948) Cheval de l'année (1949) |
|       | Colin                             | 1956      | Commando            | 1907-1908            | 15      | 15        | Belmont Stakes, National Stallion Stakes, Champagne Stakes, Saratoga Special Stakes, Futurity Stakes, Flatbush Stakes, Withers Stakes, Tidal Stakes | Poulain de 2 ans (1907) Poulain de 3 ans (1908) Cheval de l'année (1907, 1908) |
|       | Commando                          | 1956      | Domino              | 1900-1901            | 9       | 7         | Belmont Stakes, Zephyr Stakes, Montauk Stakes, Junior Champion Stakes, Carlton Stakes | Poulain de 2 ans (1900) Poulain de 3 ans (1901) Cheval de l'année (1900, 1901) |
|       | Cougar II                         | 2006      | Tale of Two Cities  | 1968-1973            | 50      | 20        | Cabrillo Handicap, Escondido Handicap, Hollywood Invitational Turf Handicap, Oak Tree Invitational Stakes, Californian Handicap, San Gabriel Handicap, San Juan Capistrano Handicap, Century Handicap, Santa Anita Handicap                                                        | Cheval de l'année sur le gazon (1972) |
|       | Count Fleet                       | 1961      | Reigh Count         | 1942-1943            | 21      | 16        | Triple Couronne (Kentucky Derby, Preakness Stakes, Belmont Stakes), Wakefield Stakes, Walden Stakes, Champagne Stakes, Pimlico Futurity, Wood Memorial, Withers Stakes | Poulain de 2 ans (1942) Poulain de 3 ans (1943) Cheval de l'année (1943) |
|       | Crusader                          | 1995      | Man o' War          | 1925-1928            | 42      | 18        | Belmont Stakes, Jockey Club Gold Cup, Manor Handicap, Dwyer Stakes, Riggs Handicap, Suburban Handicap | Poulain de 3 ans (1926) Cheval de l'année (1926) |
|       | Curlin                            | 2014      | Smart Strike        | 2007-2008            | 16      | 11        | Preakness Stakes, Breeders' Cup Classic, Dubai World Cup, Woodward Stakes, Jockey Club Gold Cup, Arkansas Derby, Stephen Foster Handicap | Poulain de 3 ans (2007) Cheval d'âge de l'année (1951) Cheval de l'année (2007, 2008) |
|       | Dahlia                            | 1981      | Vaguely Noble       | 1972-1976            | 48      | 15        | Prix Saint-Alary, Irish Oaks, King George VI and Queen Elizabeth Stakes, Washington, D.C. International, Benson and Hedges Gold Cup, Grand Prix de Saint-Cloud, Man O' War Stakes, Canadian International Stakes, Hollywood Invitational Handicap                                  | 3 ans de l'année en Europe (1973) Cheval de l'année en Angleterre (1973 & 1974) Cheval de l'année sur le gazon (1974) Cheval de l'année sur le gazon aux États-Unis (1974) Hall of Fame des courses canadiennes (2016) Hall of Fame des courses françaises (2025) |
|       | Damascus                          | 1974      | Sword Dancer        | 1966-1968            | 32      | 21        | Preakness Stakes, Belmont Stakes, Jockey Club Gold Cup, Woodward Stakes, Travers Stakes, American Derby, Aqueduct Handicap, Wood Memorial Stakes, Brooklyn Handicap, San Fernando Stakes, Malibu Stakes, William Dupont Jr. Handicap                                               | Poulain de 3 ans (1967) Cheval de l'année (1967) |
|       | Dance Smartly                     | 2003      | Danzig              | 1990-1992            | 17      | 12        | Breeders' Cup Distaff, Natalma Stakes, Selene Stakes, Canadian Oaks, Queen's Plate, Prince of Wales Stakes, Breeders' Stakes, Molson Export Million, Canadian Maturity Stakes | Pouliche de 3 ans (1991) |
|       | Dark Mirage                       | 1974      | Persian Road II     | 1967-1969            | 27      | 12        | Kentucky Oaks, La Troienne Stakes, Acorn Stakes, Mother Goose Stakes, Coaching Club American Oaks, Monmouth Oaks, Delaware Oaks, Santa Maria Handicap | Pouliche de 3 ans (1968) |
|       | Davona Dale                       | 1985      | Best Turn           | 1978-1980            | 18      | 11        | Kentucky Oaks, Acorn Stakes, Mother Goose Stakes, Coaching Club American Oaks, Monmouth Oaks, Fantasy Stakes, Ballerina Handicap | Pouliche de 3 ans (1979) |
|       | Desert Vixen                      | 1979      | In Reality          | 1972-1975            | 28      | 13        | Alabama Stakes, Delaware Oaks, Monmouth Oaks, Gazelle Handicap, Beldame Stakes, Matchmaker Handicap | Pouliche de 3 ans (1973) Jument d'âge de l'année (1974) |
|       | Devil Diver                       | 1980      | St. Germans         | 1941-1945            | 47      | 22        | Breeders' Futurity Stakes, Hopeful Stakes, Brooklyn Handicap, Metropolitan Handicap, Toboggan Handicap, Whitney Handicap, Wilson Stakes, Manhattan Handicap, Paumonok Handicap | Cheval d'âge de l'année (1943, 1944) |
|       | Discovery                         | 1969      | Display             | 1933-1936            | 63      | 27        | Potomac Handicap, Brooklyn Handicap, Whitney Handicap, Arlington Handicap, Rhode Island Handicap, Wilson Stakes, Stars and Stripes Handicap, Saratoga Handicap | Cheval de l'année (1935) |
|       | Domino                            | 1955      | Himyar              | 1893-1895            | 25      | 19        | Great American Stakes, Matron Stakes, Futurity Stakes, Great Trial Stakes, Withers Mile, Culver Stakes, Ocean Handicap, Sheepshead Bay Handicap | Poulain de 2 ans (1893) Cheval de l'année (1893) |
|       | Dr.Fager                          | 1971      | Rough'n Tumble      | 1966-1968            | 22      | 18        | Vosburgh Stakes, Suburban Handicap, Californian Stakes, Roseben Handicap, United Nations Handicap, Brooklyn Handicap, Whitney Handicap, Washington Park Handicap | Sprinter de l'année (1967, 1968) Cheval d'âge de l'année (1968) Cheval de l'année (1968) |
|       | Duke of Magenta                   | 2011      | Lexington           | 1877-1878            | 19      | 15        | Preakness Stakes, Belmont Stakes, Travers Stakes, Flash Stakes, Dixie Stakes, Kenner Stakes, Withers Stakes, Jerome Handicap | Poulain de 2 ans (1877) Poulain de 3 ans (1878) |
|       | Easy Goer                         | 1997      | Alydar              | 1988-1990            | 20      | 14        | Belmont Stakes, Travers Stakes, Jockey Club Gold Cup, Woodward Stakes, Champagne Stakes, Gotham Stakes, Swale Stakes, Wood Memorial Stakes, Whitney Handicap, Suburban Handicap | Poulain de 2 ans (1988) |
|       | Eight Thirty                      | 1994      | Pilate              | 1938-1941            | 27      | 16        | Travers Stakes, Flash Stakes, Wilson Stakes, Saratoga Handicap, Whitney Handicap, Suburban Handicap, Massachusetts Handicap, Toboggan Handicap, Metropolitan Handicap | |
|       | Elkridge (steeple-chaser)         | 1966      | Mate                | 1941-1951            | 123     | 31        | | |
|       | Emperor of Norfolk                | 1988      | Norfolk             | 1887-1888            | 29      | 21        | Kentucky Stakes, American Derby, Brooklyn Derby, Swift Stakes | Poulain de 2 ans (1887) Poulain de 3 ans (1888) |
|       | Equipoise                         | 1957      | Pennant             | 1930-1935            | 51      | 29        | Great American Stakes, Pimlico Futurity, Whitney Handicap, Stars and Stripes Handicap, Metropolitan Handicap, Wilson Stakes, Arlington Handicap, Suburban Handicap, Hawthorne Gold Cup Handicap, Saratoga Cup, Dixie Handicap                                                      | Poulain de 2 ans (1930) Cheval d'âge de l'année (1932, 1933, 1934) Cheval de l'année (1932, 1933) |
|       | Exceller                          | 1999      | Vaguely Noble       | 1975-1979            | 33      | 15        | Grand Prix de Paris, Prix Royal-Oak, Coronation Cup, Grand Prix de Saint-Cloud, Canadian International Stakes, Jockey Club Gold Cup, Hollywood Invitational Turf Handicap, San Juan Capistrano Handicap, Sunset Handicap, Oak Tree Invitational Stakes, Hollywood Gold Cup         | |
|       | Exterminator                      | 1957      | McGee               | 1917-1924            | 100     | 50        | Kentucky Derby, Saratoga Cup, Pimlico Cup, Toronto Autumn Cup, Brookdale Handicap, Jockey Club Cup Handicap, Merchants and Citizens Handicap, Autumn Gold Cup, Clark Handicap, Brooklyn Handicap, Philadelphia Handicap                                                            | Cheval d'âge de l'année (1920, 1921, 1922) Cheval de l'année (1922) |
|       | Fair Play                         | 1956      | Hastings            | 1907-1909            | 32      | 10        | Flash Stakes, Brooklyn Derby, Lawrence Realization Stakes, Jerome Handicap | 3 fois tête de liste des étalons américains |
|       | Fairmount (steeple-chaser)        | 1985      | Fair Play           | 1923-1931            | 22      | 12        | | |
|       | Fashion                           | 1980      | Trustee             | 1840-1848            | 36      | 32        | | |
|       | Firenze                           | 1981      | Glenelg             | 1886-1891            | 82      | 47        | Nursery Stakes, Gazelle Handicap, Ladies Handicap, Mermaid Stakes, Monmouth Oaks, Champion Stakes, Monmouth Cup, Manhattan Handicap, Free Handicap Sweepstakes, Firenze Stakes, New York Handicap, Omnium Handicap, Navesink Handicap, Coney Island Cup, Twin City Handicap        | Pouliche de 3 ans (1887) Jument d'âge de l'année (1888, 1889, 1890) |
|       | Flatterer (steeple-chaser)        | 1994      | Mo Bay              | 1982-1987            | 51      | 24        | American Grand National, Colonial Cup, Iroquois Steeplechase, Temple Gwathmey Steeplechase, New York Turf Writers Cup | Steeple-chaser de l'année (1983, 1984, 1985, 1986) |
|       | Flawlessly                        | 2004      | Affirmed            | 1990-1994            | 28      | 16        | Matriarch Stakes (x3), Ramona Handicap (x3), Beverly Hills Handicap (x2), Beverly D. Stakes | Jument de l'année sur le gazon (1992, 1993) |
|       | Foolish Pleasure                  | 1995      | What a Pleasure     | 1974-1976            | 26      | 16        | Kentucky Derby, Champagne Stakes, Hopeful Stakes, Tremont Stakes, Flamingo Stakes, Arlington Golden Invitational Handicap, Donn Handicap, Wood Memorial Stakes, Suburban Handicap                                                                                                  | Poulain de 2 ans (1974) |
|       | Forego                            | 1979      | Forli               | 1973-1978            | 57      | 34        | Woodward Stakes, Jockey Club Gold Cup, Roamer Handicap, Discovery Handicap, Brooklyn Handicap, Gulfstream Park Handicap, Widener Handicap, Carter Handicap, Suburban Handicap, Metropolitan Handicap, Marlboro Cup, Nassau County Handicap                                         | Sprinter de l'année (1974) Cheval d'âge de l'année (1974, 1975, 1976, 1977) Cheval de l'année (1974, 1975, 1976) |
|       | Fort Marcy                        | 1998      | Amerigo             | 1966-1971            | 75      | 21        | Man O' War Stakes, Washington, D.C. International, Long Branch Stakes, Bernard Baruch Handicap, United Nations Handicap, Stars and Stripes Handicap, Hollywood Invitational Turf Handicap, Sunset Handicap, Bowling Green Handicap                                                 | Cheval de l'année sur le gazon (1967, 1970) Cheval de l'année (1970) |
|       | Gallant Bloom                     | 1977      | Gallant Man         | 1968-1970            | 22      | 16        | Matron Stakes, Gardenia Stakes, National Stallion Stakes, Matchmaker Stakes, Delaware Oaks, Gazelle Stakes, Spinster Stakes, Monmouth Oaks, Liberty Belle Handicap, Santa Margarita Invitational Handicap                                                                          | Pouliche de 2 ans (1968) Pouliche de 3 ans (1969) |
|       | Gallant Fox                       | 1957      | Sir Gallahad        | 1929-1930            | 17      | 11        | Triple Couronne (Kentucky Derby, Preakness Stakes, Belmont Stakes), Jockey Club Gold Cup, Flash Stakes, Cowdin Stakes, Wood Memorial Stakes, Dwyer Stakes, Arlington Classic, Lawrence Realization Stakes, Saratoga Cup                                                            | Poulain de 3 ans (1930) Cheval de l'année (1930) |
|       | Gallant Man                       | 1987      | Migoli              | 1956-1958            | 26      | 14        | Belmont Stakes, Jockey Club Gold Cup, Travers Stakes, Jockey Club Gold Cup, Hollywood Gold Cup, Sunset Handicap, Metropolitan Handicap | |
|       | Gallorette                        | 1962      | Challenger II       | 1944-1948            | 72      | 21        | Acorn Stakes, Black-Eyed Susan Stakes, Delaware Oaks, Empire City Handicap, Metropolitan Handicap, Brooklyn Handicap, Beldame Stakes, Carter Handicap, Whitney Handicap | Jument d'âge l'année (1946) |
|       | Gamely                            | 1980      | Bold Ruler          | 1967-1969            | 41      | 16        | Princess Stakes, Alabama Stakes, Vanity Handicap, Santa Margarita Handicap, Santa Maria Handicap, Beldame Stakes, Wilshire Handicap, Santa Monica Handicap, Diana Handicap | Pouliche de 3 ans (1967) Jument d'âge l'année (1968, 1969) |
|       | Genuine Risk                      | 1986      | Exclusive Native    | 1979-1981            | 15      | 10        | Kentucky Derby, Demoiselle Stakes, Ruffian Handicap | Pouliche de 3 ans (1980) |
|       | Ghostzapper                       | 2012      | Awesome Again       | 2002-2005            | 11      | 9         | Breeders' Cup Classic, Woodward Stakes, Vosburgh Stakes, Metropolitan Handicap | Cheval d'âge de l'année (2004) Cheval de l'année (2004) |
|       | Go For Wand                       | 1996      | Deputy Minister     | 1989-1990            | 13      | 10        | Breeders' Cup Juvenile Fillies, Ashland Stakes, Alabama Stakes, Beldame Stakes, Mother Goose Stakes, Test Stakes, Maskette Stakes | Pouliche de 2 ans (1989) Pouliche de 3 ans (1990) |
|       | Goldikova                         | 2017      | Anabaa              | 2007-2011            | 27      | 17        | Breeders' Cup Mile, Prix Jacques Le Marois, Prix Rothschild, Prix du Moulin de Longchamp, Falmouth Stakes, Prix d'Ispahan, Queen Anne Stakes, Prix de la Forêt | Jument de l'année sur le gazon (2009, 2010) Hall of Fame des courses françaises (2025) |
|       | Good and Plenty (steeple-chaser)  | 1956      | Rossington          | 1904-1907            | 21      | 14        | American Grand National, Champion Steeplechase Handicap | |
|       | Good Night Shirt (steeple-chaser) | 2017      | Concern             | 2004-2009            | 33      | 14        | | |
|       | Granville                         | 1997      | Gallant Fox         | 1935-1936            | 18      | 8         | Belmont Stakes, Travers Stakes, Arlington Classic, Saratoga Cup, Lawrence Realization Stakes, Kenner Stakes | Poulain de 3 ans (1936) Cheval de l'année (1936) |
|       | Grey Lag                          | 1957      | Star Shoot          | 1920-3, 1927-8, 1931 | 47      | 25        | Belmont Stakes, Champagne Stakes, Remsen Stakes, Autumn Days Stakes, Dwyer Stakes, Empire Derby, Devonshire International Handicap, Mount Kisco Stakes, Brooklyn Handicap, Empire City Handicap, Queens County Handicap, Saratoga Handicap, Metropolitan Handicap                  | Poulain de 3 ans (1921) Cheval de l'année (1921) |
|       | Gun Bow                           | 1999      | Gun Shot            | 1963-1965            | 42      | 17        | Woodward Stakes, Narragansett Special, Brooklyn Handicap, Gulfstream Park Handicap, San Antonio Handicap, San Fernando Stakes, Strub Stakes, Washington Park Handicap, Whitney Handicap, Donn Handicap, Metropolitan Handicap                                                      | |
|       | Gun Runner                        | 2024      | Candy Ride          | 2015-2018            | 19      | 12        | Clark Handicap, Stephen Foster Handicap, Whitney Stakes, Woodward Stakes, Breeders' Cup Classic, Pegasus World Cup | Cheval de l'année (2017) |
|       | Hamburg                           | 1986      | Hanover             | 1897-1898            | 21      | 16        | Flash Stakes, Swift Stakes , Lawrence Realization Stakes | Poulain de 2 ans (1897) Cheval de l'année (1898) |
|       | Hanover                           | 1955      | Hindoo              | 1886-1889            | 50      | 32        | Belmont Stakes, Hopeful Stakes, Sapling Stakes, Brookdale Handicap, Champion Stakes, Withers Mile, Brooklyn Derby, Swift Stakes, Spindrift Stakes | Cheval de l'année (1887) 4 fois tête de liste des étalons américains |
|       | Harry Bassett                     | 2010      | Lexington           | 1870-1874            | 36      | 23        | Belmont Stakes, Travers Stakes, Jerome Handicap, Jersey Derby, Kenner Stakes, Saratoga Cup | Poulain de 2 ans (1870) Poulain de 3 ans (1871) Cheval d'âge de l'année (1872) |
|       | Heavenly Prize                    | 2018      | Seeking The Gold    | 1993-1996            | 18      | 9         | Frizette Stakes, Alabama Stakes, Gazelle Handicap, Beldame Stakes, Apple Blossom Handicap, Hempstead Handicap, Go for Wand Stakes, John A. Morris Handicap | Pouliche de 3 ans (1994) |
|       | Henry of Navarre                  | 1985      | Knight of Ellerslie | 1893-1896            | 42      | 29        | Belmont Stakes, Travers Stakes, Spindrift Stakes, Manhattan Handicap, Municipal Handicap, Suburban Handicap | Poulain de 3 ans (1894) Cheval de l'année (1894, 1895) |
|       | Hill Prince                       | 1991      | Princequillo        | 1949-1952            | 30      | 17        | Jockey Club Gold Cup, Cowdin Stakes, Wood Memorial Stakes, Withers Stakes, American Derby, Jerome Handicap, Sunset Handicap, New York Handicap, San Marcos Handicap | Poulain de 2 ans (1949) Cheval d'âge de l'année (1951) Cheval de l'année (1950) |
|       | Hillsdale                         | 2022      | Take Away           | 1957–1959            | 41      | 23        | Malibu Stakes, San Fernando Stakes, Boardwalk Handicap, Aqueduct Handicap, American Invitational Handicap, Californian Stakes, Hollywood Gold Cup, Los Angeles Handicap, San Carlos Handicap                                                                                       | |
|       | Hindoo                            | 1955      | Virgil              | 1880-1882            | 35      | 30        | Kentucky Derby, Travers Stakes, U.S. Champion Stakes, Clark Handicap, Tidal Stakes, Kenner Stakes, United States Hotel Stakes | Pouliche de 2 ans (1880) Pouliche de 3 ans (1881) |
|       | Holy Bull                         | 2001      | Great Above         | 1993-1995            | 16      | 13        | Travers Stakes, Woodward Stakes, Haskell Invitational Handicap, Belmont Futurity Stakes, Florida Derby, Metropolitan Handicap, Dwyer Stakes, | Poulain de 3 ans (1994) Cheval de l'année (1994) |
|       | Housebuster                       | 2013      | Mt. Livermore       | 1989-1991            | 22      | 15        | Jerome Handicap, Withers Stakes, King's Bishop Stakes, Swale Stakes, Carter Handicap, Vosburgh Stakes, Forego Handicap | Sprinter de l'année (1990, 1991) |
|       | Imp                               | 1965      | Wagner              | 1896-1901            | 171     | 62        | Brighton Handicap, Suburban Handicap, Monadnock Stakes, Memorial Day Handicap, Turf Handicap, Austin Stakes, First Special Stakes, Second Special Stakes, Oriental Handicap, Parkway Handicap, Advance Stakes, Mahopac Handicap                                                    | Cheval de l'année (1899) |
|       | Inside Information                | 2008      | Private Account     | 1993-1995            | 17      | 14        | Breeders' Cup Distaff, Ashland Stakes, Acorn Stakes, Ruffian Handicap, Shuvee Handicap, Spinster Stakes, Molly Pitcher Handicap | Jument d'âge de l'année (1995) |
|       | Invasor                           | 2013      | Candy Stripes       | 2005-2007            | 12      | 11        | Breeders' Cup Classic, Dubai World Cup, Polla de Potrillos, Gran Premio Jockey Club, Gran Premio Nacional, Pimlico Special, Suburban Handicap, Whitney Handicap, Donn Handicap | Cheval d'âge de l'année (2006) Cheval de l'année (2006) |
|       | Jay Trump (steeple-chaser)        | 1971      | Tonga Prince        | 1959-1966            | 26      | 12        | Grand National, Maryland Hunt Cup | |
|       | John Henry                        | 1990      | Ole Bob Bowers      | 1977-1984            | 83      | 39        | Jockey Club Gold Cup, Arlington Million, Hialeah Turf Cup Handicap, San Gabriel Handicap, Oak Tree Turf Championship, Sunset Handicap, Hollywood Invitational Handicap, San Luis Rey Handicap, Santa Anita Handicap, Turf Classic Invitational                                     | Cheval de l'année sur le gazon (1980, 1981, 1982, 1983, 1984) Cheval d'âge de l'année (1981) Cheval de l'année (1981, 1984) |
|       | Johnstown                         | 1992      | Jamestown           | 1938-1939            | 21      | 14        | Kentucky Derby, Belmont Stakes, Breeders' Futurity, Remsen Handicap, Wood Memorial Stakes, Dwyer Stakes, Withers Stakes, Paumonok Handicap | |
|       | Jolly Roger (steeple-chaser)      | 1965      | Pennant             | 1924-1930            | 49      | 18        | Elkridge Steeplechase, Wingfield Steeplechase Handicap, Wheatley Steeplechase Handicap, Grand National Hurdle Stakes, Charles L. Appleton Memorial Cup, Corinthian Steeplechases, North American Steeplechase Handicaps                                                            | |
|       | Justify                           | 2024      | Scat Daddy          | 2018                 | 6       | 6         | Santa Anita Derby, Kentucky Derby, Preakness Stakes, Belmont Stakes | Poulain de 3 ans (2018) Cheval de l'année (2018) |
|       | Kelso                             | 1967      | Your Host           | 1959-1966            | 63      | 39        | Jockey Club Gold Cup, Woodward Stakes, Washington, D.C. International Stakes, Whitney Handicap, Suburban Handicap, Aqueduct Handicap, Hawthorne Gold Cup Handicap, Gulfstream Park Handicap, John B. Campbell Handicap, Nassau County Handicap                                     | Poulain de 3 ans (1960) Cheval d'âge de l'année (1961, 1962, 1963, 1964) Cheval de l'année (1960, 1961, 1962, 1963, 1964) |
|       | Kentucky                          | 1983      | Lexington           | 1863-1866            | 23      | 21        | Travers Stakes, Saratoga Cup, Inaugural Stakes, Sequel Stakes, Grand National Handicap | Cheval d'âge de l'année (1865, 1866) |
|       | Kingston                          | 1955      | Spendthrift         | 1886-1894            | 138     | 89        | | Cheval d'âge de l'année (1889, 1890) |
|       | L'Escargot (steeple-chaser)       | 1977      | Escart              | 1968-1975            | 53      | 12        | Grand National, Meadow Brook Steeplechase, Cheltenham Gold Cup | Steeple-chaser de l'année (1969) |
|       | La Prevoyante                     | 1995      | Buckpasser          | 1972-1974            | 39      | 25        | Frizette Stakes, Selima Stakes, Matron Stakes, Spinaway Stakes, Schuylerville Stakes, Gardenia Stakes, La Troienne Stakes, Quebec Derby | Pouliche de 2 ans (1972) |
|       | Lady's Secret                     | 1992      | Secretariat         | 1984-1987            | 45      | 25        | Breeders' Cup Distaff, Ballerina Handicap, Monmouth Regret Stakes, Ruffian Handicap, Beldame Stakes, Maskette Handicap, Whitney Handicap, Molly Pitcher Handicap | Jument d'âge de l'année (1986) Cheval de l'année (1986) |
|       | Lava Man                          | 2015      | Slew City Slew      | 2003-2009            | 47      | 17        | Hollywood Gold Cup, Santa Anita Handicap, Pacific Classic Stakes, Charles Whittingham Memorial Handicap, Goodwood Breeders' Cup Handicap | |
|       | Lecomte                           | 2024      | Boston              | 1853-1854            |         | 11        | Jockey Club Purse | |
|       | Lexington                         | 1955      | Boston              | 1853-1854            | 7       | 6         | | 16 fois tête de liste des étalons américains |
|       | Lonesome Glory (steeple-chaser)   | 2005      | Transworld          | 1991-1999            | 42      | 23        | Sport of Kings Challenge, Breeders' Cup Steeplechase, Colonial Cup, Iroquois Steeplechase, Carolina Cup | Steeple-chaser de l'année (1992, 1993, 1995, 1997, 1999) |
|       | Longfellow                        | 1971      | Leamington          | 1870-1872            | 16      | 13        | Monmouth Cup, Saratoga Cup, Wooley Stakes | |
|       | Luke Blackburn                    | 1956      | Bonnie Scotland     | 1879-1881            | 39      | 25        | U.S. Champion Stakes, Kenner Stakes, Grand Union Prize, United States Hotel Stakes | |
|       | Lure                              | 2013      | Danzig              | 1991-1994            | 25      | 14        | Breeders' Cup Mile, Turf Classic Stakes, Fourstardave Handicap, United Nations Stakes | |
|       | Majestic Prince                   | 1988      | Raise a Native      | 1968-1969            | 10      | 9         | Kentucky Derby, Preakness Stakes, Santa Anita Derby | |
|       | Man o' War                        | 1957      | Fair Play           | 1919-1920            | 21      | 20        | Preakness Stakes, Belmont Stakes, Jockey Club Gold Cup, Travers Stakes, Hopeful Stakes, Grand Union Hotel Stakes, Futurity Stakes, Youthful Stakes, Stuyvesant Handicap, Withers Stakes, Potomac Handicap                                                                          | Poulain de 2 ans (1919) Poulain de 3 ans (1920) Cheval de l'année (1921) |
|       | Manila                            | 2008      | Lyphard             | 1985-1987            | 18      | 12        | Breeders' Cup Turf, Arlington Million, Turf Classic Handicap, United Nations Handicap, Turf Classic Stakes | Cheval de l'année sur le gazon (1986) |
|       | Maskette                          | 2001      | Disguise            | 1908-1910            | 17      | 12        | Spinaway Stakes, Matron Stakes, Alabama Stakes, Gazelle Handicap, Ladies Handicap, Mermaid Stakes | Pouliche de 3 ans (1909) |
|       | McDynamo (steeple-chaser)         | 2013      | Dynaformer          | 2000-2007            | 34      | 17        | Supreme Hurdle Stakes, Royal Chase for the Sport Of Kings Hurdle, Breeders' Cup Grand National Steeplechase, Colonial Cup | Steeple-chaser de l'année (2003, 2005, 2006) |
|       | Miesque                           | 1999      | Nureyev             | 1986-1988            | 16      | 12        | Breeders' Cup Mile, Prix de la Salamandre, Prix Marcel Boussac, Poule d'Essai des Pouliches, 1000 guinées, Prix Jacques Le Marois, Prix du Moulin de Longchamp, Prix d'Ispahan | Jument de l'année sur le gazon (1987, 1988) Cheval d'âge de l'année en Europe (1988) Hall of Fame des courses françaises (2025) |
|       | Miss Woodford                     | 1967      | Billet              | 1882-1886            | 48      | 37        | Spinaway Stakes, Pimlico Stakes, Alabama Stakes, Ladies Handicap, Monmouth Oaks, Mermaid Stakes, Ocean Stakes, Monmouth Cup | |
|       | Mom's Command                     | 2007      | Top Command         | 1984-1985            | 16      | 11        | Coaching Club American Oaks, Acorn Stakes, Mother Goose Stakes, Alabama Stakes, Comely Stakes, Cherry Blossom Handicap | Pouliche de 3 ans (1985) |
|       | My Juliet                         | 2019      | Gallant Romeo       | 1974-1977            | 36      | 24        | Cotillion Handicap, Test Stakes, Vosburgh Handicap | Sprinter de l'année (1976) |
|       | Myrtlewood                        | 1979      | Blue Larkspur       | 1934-1936            | 22      | 15        | Hawthorne Sprint Handicap, Quickstep Handicap, Lakeside Handicap, Motor City Handicap, Cadillac Handicap, Ashland Stakes | Sprinter de l'année (1936) Jument d'âge de l'année (1936) |
|       | Nashua                            | 1965      | Nasrullah           | 1954-1956            | 30      | 22        | Preakness Stakes, Belmont Stakes, Jockey Club Gold Cup, Futurity Stakes, Hopeful Stakes, Grand Union Hotel Stakes, Flamingo Stakes, Florida Derby, Arlington Classic, Wood Memorial Stakes, Dwyer Stakes, Monmouth Handicap, Suburban Handicap                                     | Poulain de 2 ans (1954) Poulain de 3 ans (1955) Cheval de l'année (1955) |
|       | Native Dancer                     | 1963      | Polynesian          | 1952-1954            | 22      | 21        | Preakness Stakes, Belmont Stakes, Travers Stakes, Hopeful Stakes, Grand Union Hotel Stakes, Youthful Stakes, Futurity Stakes, Wood Memorial Stakes, Arlington Classic, American Derby, Dwyer Stakes, Metropolitan Handicap                                                         | Poulain de 2 ans (1952) Poulain de 3 ans (1953) Cheval de l'année (1952, 1954) |
|       | Native Diver                      | 1978      | Imbros              | 1961-1967            | 81      | 37        | Malibu Stakes, Inglewood Handicap, San Diego Handicap, San Francisco Mile Handicap, Hollywood Gold Cup, Los Angeles Handicap, American Handicap, San Pasqual Handicap, Del Mar Handicap                                                                                            | |
|       | Needles                           | 2000      | Ponder              | 1955-1957            | 21      | 11        | Kentucky Derby, Belmont Stakes, Hopeful Stakes, Flamingo Stakes, Florida Derby, Fort Lauderdale Handicap | Poulain de 2 ans (1955) Poulain de 3 ans (1956) |
|       | Neji (steeple-chaser)             | 1966      | Hunters Moon IV     | 1953-1960            | 49      | 17        | American Grand National, Brook National Handicap, Temple Gwathmey Handicap | Steeple-chaser de l'année (1955, 1957, 1958) |
|       | Noor                              | 2002      | Nasrullah           | 1947-1950            | 31      | 12        | Santa Anita Handicap, San Juan Capistrano Handicap, American Handicap, Golden Gate Handicap, Hollywood Gold Cup | |
|       | Northern Dancer                   | 1976      | Nearctic            | 1963-1964            | 18      | 14        | Kentucky Derby, Preakness Stakes, Queen's Plate Stakes, Florida Derby, Flamingo Stakes, Blue Grass Stakes, Remsen Stakes, Coronation Futurity, Summer Stakes | Poulain de 3 ans (1964) |
|       | Oedipus (steeple-chaser)          | 1978      | Blue Larkspur       | 1948-1952            | 58      | 14        | American Grand National, Brook National Handicap, Broad Hollow Handicap | Steeple-chaser de l'année (1950, 1951, 1952) |
|       | Old Rosebud                       | 1968      | Uncle               | 1913-1922            | 80      | 40        | Kentucky Derby, Flash Stakes, United States Hotel Stakes, Clark Handicap, Delaware Handicap, Carter Handicap, Queens County Handicap | Poulain de 2 ans (1913) |
|       | Omaha                             | 1965      | Gallant Fox         | 1934-1936            | 22      | 9         | Triple Couronne (Kentucky Derby, Preakness Stakes, Belmont Stakes), Arlington Classic, Dwyer Stakes | Poulain de 3 ans (1935) |
|       | Open Mind                         | 2011      | Deputy Minister     | 1988-1990            | 19      | 12        | Breeders' Cup Juvenile Fillies, Kentucky Oaks, Demoiselle Stakes, imlico Oaks, Acorn Stakes, Mother Goose Stakes, Coaching Club American Oaks, Alabama Stakes | Pouliche de 2 ans (1988) Pouliche de 3 ans (1989) |
|       | Pan Zareta                        | 1972      | Abe Frank           | 1912-1917            | 151     | 76        | Senoritas Stakes, Rio Grande Stakes, Chihuahua Stakes, Chapultepec Handicap, Juarez Handicap, Katonah Handicap | Jument d'âge de l'année (1914) |
|       | Parole                            | 1984      | Leamington          | 1875-1885            | 138     | 59        | August Stakes, Kentucky Stakes, Saratoga Cup, Baltimore Special, Newmarket Handicap, Great Metropolitan, City and Suburban Handicap, Epsom Gold Cup, Manhattan Handicap | Pouliche de 2 ans (1875) |
|       | Paseana                           | 2001      | Ahmad               | 1990-1985            | 36      | 19        | Breeders' Cup Distaff, Clasico Francisco J. Beazley, Gran Premio Seleccion, Gran Premio Enrique Acebal, Santa Margarita Handicap, Milady Handicap, Apple Blossom Handicap, Vanity Handicap, San Gorgonio Handicap                                                                  | Jument d'âge de l'année (1992, 1993) |
|       | Personal Ensign                   | 1993      | Private Account     | 1986-1988            | 13      | 13        | Breeders' Cup Distaff, Frizette Stakes, Beldame Stakes, Belmont Oaks Invitational Stakes, Whitney Handicap, Hempstead Handicap | Jument d'âge de l'année (1988) |
|       | Peter Pan                         | 1956      | Commando            | 1906-1907            | 17      | 10        | Belmont Stakes, Hopeful Stakes, Flash Stakes, Advance Stakes, Brooklyn Derby, Tidal Stakes, Brighton Handicap | Poulain de 3 ans (1907) |
|       | Planet                            | 2012      | Revenue             | 1858-1860            | 31      | 27        | | |
|       | Point Given                       | 2010      | Thunder Gulch       | 2000-2001            | 13      | 9         | Preakness Stakes, Belmont Stakes, Travers Stakes, Santa Anita Derby, Haskell Invitational Handicap, Hollywood Futurity | Poulain de 3 ans (2001) Cheval de l'année (2001) |
|       | Preakness                         | 2018      | Lexington           | 1870-1876            | 39      | 18        | Dinner Party Stakes | |
|       | Precisionist                      | 2003      | Crozier             | 1983-1988            | 46      | 20        | Breeders' Cup Sprint, Woodward Stakes, Malibu Stakes, Californian Stakes, San Pasqual Handicap, Del Mar Breeders' Cup Handicap | Sprinter de l'année (1985) |
|       | Princess Doreen                   | 1982      | Spanish Prince      | 1923-1927            | 94      | 34        | Kentucky Oaks, Falls City Handicap, Saratoga Handicap, Coaching Club American Oaks | Pouliche de 3 ans (1924) Jument d'âge de l'année (1925, 1926) |
|       | Princess Rooney                   | 1991      | Verbatim            | 1982-1984            | 21      | 17        | Breeders' Cup Distaff, Kentucky Oaks, Frizette Stakes, Ashland Stakes, Vanity Invitational Handicap, Spinster Stakes, Clement L. Hirsch Handicap | Jument d'âge de l'année (1984) |
|       | Rachel Alexandra                  | 2016      | Medaglia d'Oro      | 2008-2010            | 19      | 13        | Preakness Stakes, Kentucky Oaks, Woodward Stakes, Haskell Invitational Stakes, Mother Goose Stakes | Pouliche de 3 ans (2009) Cheval de l'année (2009) |
|       | Real Delight                      | 1987      | Bull Lea            | 1952-1953            | 15      | 12        | Kentucky Oaks, Beldame Stakes, Coaching Club American Oaks, Modesty Handicap, Beverly Handicap, Ashland Stakes, Cleopatra Stakes | Pouliche de 3 ans (1952) |
|       | Regret                            | 1957      | Broomstick          | 1914-1917            | 11      | 9         | Kentucky Derby, Saratoga Special Stakes, Sanford Stakes, Hopeful Stakes, Saranac Handicap, Gazelle Handicap | Pouliche de 3 ans (1915) Cheval de l'année (1915) |
|       | Reigh Count                       | 1978      | Sunreigh            | 1927-1929            | 27      | 12        | Kentucky Derby, Jockey Club Gold Cup, Coronation Cup, Walden Stakes, Saratoga Cup, Miller Stakes, Lawrence Realization | Poulain de 2 ans (1927) Poulain de 3 ans (1928) Cheval de l'année (1928) |
|       | Riva Ridge                        | 1998      | First Landing       | 1971-1973            | 30      | 17        | Kentucky Derby, Belmont Stakes, Champagne Stakes, Futurity Stakes, Laurel Futurity, Flash Stakes, Garden State Futurity, Blue Grass Stakes, Hollywood Derby, Brooklyn Handicap, Massachusetts Handicap, Stuyvesant Handicap                                                        | Poulain de 2 ans (1971) Cheval d'âge de l'année (1973) |
|       | Roamer                            | 1981      | Knight Errant       | 1913-1919            | 98      | 39        | Travers Stakes, Saratoga Special Stakes, Carter Handicap, Brooklyn Derby, Washington Handicap, Brookdale Handicap, Havre de Grace Handicap, Saratoga Cup, Excelsior Handicap, Empire City Handicap                                                                                 | Cheval d'âge de l'année (1915, 16) Cheval de l'année (1914) |
|       | Roseben                           | 1956      | Ben Strome          | 1903-1909            | 111     | 52        | Toboggan Handicap, Claremont Handicap, Manhattan Handicap, Bayview Handicap, Fall Handicap, Carter Handicap, Bronx Highweight Handicap, Sterling Stakes, Flight Stakes | |
|       | Round Table                       | 1972      | Princequillo        | 1956-1959            | 66      | 43        | Breeders' Futurity Stakes, Blue Grass Stakes, Hollywood Gold Cup, American Derby, Cinema Handicap, United Nations Handicap, Argonaut Handicap, San Antonio Handicap, Santa Anita Handicap, Arlington Handicap, Manhattan Handicap                                                  | Cheval de l'année (1958) Tête de liste des étalons (1972) |
|       | Royal Delta                       | 2019      | Empire Maker        | 2010-2013            | 22      | 12        | Breeders' Cup Ladies Classic, Alabama Stakes, Personal Ensign Handicap | Pouliche de 3 ans (2011) Jument d'âge de l'année sur dirt (2012, 2013) |
|       | Royal Heroine                     | 2022      | Lypheor             | 1982–1984            | 21      | 10        | Breeders' Cup Mile, Prix de l'Opéra, Child Stakes, Matriarch Stakes, | Jument de l'année sur gazon (1984) |
|       | Ruffian                           | 1976      | Reviewer            | 1974-1975            | 11      | 10        | Spinaway Stakes, Sorority Stakes, Acorn Stakes, Mother Goose Stakes, Coaching Club American Oaks | Pouliche de 2 ans (1974) Pouliche de 3 ans (1975) |
|       | Ruthless                          | 1975      | Eclipse             | 1866-1867            | 11      | 7         | Belmont Stakes, Travers Stakes, Nursery Stakes | |
|       | Safely Kept                       | 2011      | Horatius            | 1988-1991            | 31      | 24        | Breeders' Cup Sprint, Test Stakes, Prioress Stakes, Regret Stakes, Thoroughbred Club of America Stakes | Sprinter de l'année (1971) |
|       | Salvator                          | 1955      | Prince Charlie      | 1888-1890            | 19      | 16        | Flatbush Stakes, Titan Stakes, Lawrence Realization Stakes, Tidal Stakes, Suburban Handicap, Monmouth Cup, U.S. Champion Stakes | Poulain de 3 ans (1889) Cheval de l'année (1889, 1890) |
|       | Sarazen                           | 1957      | High Time           | 1923-1928            | 55      | 27        | Champagne Stakes, Oakdale Handicap, Laurel Special, Carter Handicap, Manhattan Handicap, Saranac Stakes, Averne Handicap, Fleetwing Handicap, Dixie Handicap, Metropolitan Handicap                                                                                                | Poulain de 3 ans (1924) Cheval d'âge de l'année (1925) Cheval de l'année (1924, 1925) |
|       | Seabiscuit                        | 1958      | Hard Track          | 1935-1940            | 89      | 33        | Pimlico Special, Santa Anita Handicap, Hollywood Gold Cup, Massachusetts Handicap, Brooklyn Handicap, San Antonio Handicap, Bay Meadows Breeders' Cup Handicap | Cheval de l'année (1938) |
|       | Searching                         | 1978      | War Admiral         | 1954-1958            | 89      | 25        | Gallorette Handicap, Diana Handicap, Maskette Handicap, Top Flight Handicap, Distaff Handicap, Matriarch Stakes, Molly Pitcher Handicap | |
|       | Seattle Slew                      | 1981      | Bold Reasoning      | 1976-1978            | 17      | 14        | Triple Couronne (Kentucky Derby, Preakness Stakes, Belmont Stakes), Woodward Stakes, Champagne Stakes, Flamingo Stakes, Wood Memorial Stakes, Marlboro Cup, Stuyvesant Handicap | Poulain de 2 ans (1976) Poulain de 3 ans (1977) Cheval de l'année (1977) Cheval d'âge de l'année (1978) Tête de liste des étalons (1984) |
|       | Secretariat                       | 1974      | Bold Ruler          | 1972-1973            | 21      | 16        | Triple Couronne (Kentucky Derby, Preakness Stakes, Belmont Stakes), Man O'War Stakes, Canadian International Stakes, Hopeful Stakes, Futurity Stakes, Laurel Futurity, Marlboro Cup, Garden State Futurity, Arlington Invitational                                                 | Poulain de 2 ans (1972) Poulain de 3 ans (1973) Cheval de l'année (1972, 1973) |
|       | Serena's Song                     | 2002      | Rahy                | 1994-1996            | 38      | 18        | Oak Leaf Stakes, Hollywood Starlet Stakes, Santa Anita Oaks, Mother Goose Stakes, Haskell Invitational Handicap, Gazelle Handicap, Beldame Stakes, Santa Monica Handicap, Hempstead Handicap                                                                                       | Pouliche de 3 ans (1995) |
|       | Shuvee                            | 1975      | Nashua              | 1968-1971            | 44      | 16        | Jockey Club Gold Cup, Frizette Stakes, Coaching Club American Oaks, Mother Goose Stakes, Acorn Stakes, Alabama Stakes, Cotillion Handicap, Beldame Stakes, Diana Handicap | Jument d'âge de l'année (1970, 1971) |
|       | Silver Charm                      | 2007      | Silver Buck         | 1996-1999            | 24      | 12        | Kentucky Derby, Preakness Stakes, Dubaï World Cup | Poulain de 3 ans (1997) |
|       | Silver Spoon                      | 1978      | Citation            | 1958-1960            | 27      | 13        | Santa Anita Derby, Santa Anita Oaks, Cinema Handicap, Santa Margarita Handicap, Vanity Handicap, Milady Handicap, Santa Maria Handicap | Pouliche de 3 ans (1959) |
|       | Silverbulletday                   | 2009      | Silver Deputy       | 1998-2000            | 23      | 15        | Breeders' Cup Juvenile Fillies, Kentucky Oaks, Alcibiades Stakes, Ashland Stakes, Black-Eyed Susan Stakes, Alabama Stakes | Pouliche de 2 ans (1998) Pouliche de 3 ans (1999) |
|       | Sir Archy                         | 1955      | Diomed              | 1808-1809            | 7       | 4         | Post Stakes, Jockey Club Purse | |
|       | Sir Barton                        | 1957      | Star Shoot          | 1918-1920            | 31      | 13        | Triple Couronne (Kentucky Derby, Preakness Stakes, Belmont Stakes), Potomac Handicap, Withers Stakes, Saratoga Handicap, Merchants and Citizens Handicap | Poulain de 3 ans (1919) Cheval de l'année (1919) |
|       | Skip Away                         | 2004      | Skip Trial          | 1995-1998            | 38      | 18        | Breeders' Cup Classic, Jockey Club Gold Cup, Woodward Stakes, Haskell Invitational Handicap, Woodbine Million, Hollywood Gold Cup, Donn Handicap | Poulain de 3 ans (1996) Cheval de l'année (1997, 1998) Cheval d'âge de l'année (1998) |
|       | Sky Beauty                        | 2011      | Blushing Groom      | 1992-1995            | 21      | 15        | Matron Stakes, Acorn Stakes, Mother Goose Stakes, Alabama Stakes, Belmont Oaks, Ogden Phipps Handicap, Coaching Club American Oaks | Jument d'âge de l'année (1994) |
|       | Slew o' Gold                      | 1992      | Seattle Slew        | 1982-1984            | 20      | 12        | Woodward Stakes, Jockey Club Gold Cup, Marlboro Cup, Wood Memorial Stakes, Whitney Handicap | Poulain de 3 ans (1983) Cheval d'âge de l'année (1984) |
|       | Songbird                          | 2023      | Medaglia d'Oro      | 2015-2017            | 15      | 13        | Breeders' Cup Juvenile Fillies, Debutante Stakes, Chandelier Stakes, Santa Anita Oaks, American Oaks, Alabama Stakes, Cotillion Stakes, Ogden Phipps Stakes, Delaware Handicap | Pouliche de 2 ans (2015) Pouliche de 3 ans (2016) |
|       | Spectacular Bid                   | 1982      | Bold Bidder         | 1978-1980            | 30      | 26        | Kentucky Derby, Preakness Stakes, Woodward Stakes, Champagne Stakes, Laurel Futurity, Young America Stakes, Flamingo Stakes, Florida Derby, Marlboro Cup, San Fernando Stakes, Santa Anita Handicap                                                                                | Poulain de 2 ans (1978) Poulain de 3 ans (1979) Cheval d'âge de l'année (1980) Cheval de l'année (1980) |
|       | Stymie                            | 1975      | Equestrian          | 1943-1949            | 131     | 35        | Brooklyn Handicap, Pimlico Cup Handicap, Saratoga Cup, Continental Handicap, New York Handicap, Manhattan Handicap, Whitney Handicap, Gold Cup, Massachusetts Handicap, Aqueduct Handicap, Metropolitan Handicap, Sussex Handicap                                                  | |
|       | Sun Beau                          | 1996      | Sun Briar           | 1927-1931            | 74      | 33        | Potomac Handicap, Maryland Handicap, Havre de Grace Handicap, Washington Handicap, Aqueduct Handicap, Toronto Autumn Cup, Philadelphia Handicap, Arlington Handicap | Cheval d'âge de l'année (1929, 1930, 1931) |
|       | Sunday Silence                    | 1996      | Halo                | 1988-1990            | 14      | 9         | Kentucky Derby, Preakness Stakes, Breeders' Cup Classic, Santa Anita Derby, Super Derby | Poulain de 3 ans (1989) Cheval de l'année (1989) |
|       | Susan's Girl                      | 1976      | Quadrangle          | 1971-1975            | 63      | 29        | Kentucky Oaks, Acorn Stakes, Cotillion Handicap, La Troienne Stakes, Beldame Stakes, Gazelle Stakes, Spinster Stakes, Delaware Handicap, Apple Blossom Handicap, Gamely Stakes, Santa Margarita Invitational Handicap                                                              | Pouliche de 3 ans (1972) Jument d'âge de l'année (1973, 1975) |
|       | Swaps                             | 1966      | Khaled              | 1954-1956            | 25      | 19        | Kentucky Derby, Santa Anita Derby, American Derby, Californian Stakes, Sunset Handicap, American Handicap, Hollywood Gold Cup, Washington Park Handicap | Cheval de l'année (1956) |
|       | Swoon's Son                       | 2007      | The Doge            | 1955-1958            | 51      | 30        | Arlington Futurity, Washington Park Futurity, American Derby, Arlington Classic, Clark Handicap, Churchill Downs Handicap | |
|       | Sword Dancer                      | 1977      | Sunglow             | 1958-1960            | 39      | 15        | Belmont Stakes, Jockey Club Gold Cup, Travers Stakes, Woodward Stakes, Monmouth Handicap, Suburban Handicap, Metropolitan Handicap | Poulain de 3 ans (1959) Cheval de l'année (1959) |
|       | Sysonby                           | 1956      | Melton              | 1904-1905            | 15      | 14        | Flash Stakes, Saratoga Special Stakes, Brighton Derby, Century Stakes, Tidal Stakes, Metropolitan Handicap, Lawrence Realization Stakes | Cheval de l'année (1905) |
|       | Ta Wee                            | 1994      | Intentionally       | 1968-1970            | 21      | 15        | Miss Woodford Stakes, Fall Highweight Handicap, Comely Stakes, Test Stakes, Interborough Handicap, Correction Handicap, Hempstead Handicap, Monmouth Regret Stakes | Sprinter de l'année (1969, 1970) |
|       | Ten Broeck                        | 1982      | Phaeton             | 1874-1878            | 30      | 23        | Phoenix Hotel Stakes, Post Stakes, Merchants' Post Stakes, Louisville Cup, Bowie Stakes, Galt House Plate, Maxwell House Stakes | Cheval d'âge de l'année (1876, 1877) |
|       | Tepin                             | 2022      | Bernstein           | 2013–2016            | 23      | 13        | Breeders' Cup Mile, Queen Anne Stakes, Just A Game Stakes, First Lady Stakes, Jenny Wiley Stakes, Woodbine Mile | Jument de l'année sur gazon (2015, 2016) |
|       | Tim Tam                           | 1985      | Tom Fool            | 1957-1958            | 14      | 10        | Kentucky Derby, Preakness Stakes, Fountain of Youth Stakes, Florida Derby, Forerunner Stakes, Everglades Stakes | Poulain de 3 ans (1958) |
|       | Tiznow                            | 2009      | Cee's Tizzy         | 2000-2001            | 15      | 8         | Breeders' Cup Classic, Goodwood Stakes, Super Derby, Santa Anita Handicap | Poulain de 3 ans (2000) Cheval d'âge de l'année (2001) Cheval de l'année (2000) |
|       | Tom Bowling                       | 2020      | Lexington           | 1872-1874            | 17      | 14        | Travers Stakes, August Stakes, Jersey Derby, Robbins Stakes, Jerome Stakes, Annual Sweepstakes, Dixie Stakes, Monmouth Cup | Poulain de 2 ans (1872) Poulain de 3 ans (1973) Cheval de l'année (1873) |
|       | Tom Fool                          | 1960      | Menow               | 1951-1953            | 30      | 21        | Belmont Futurity Stakes, Grand Union Hotel Stakes, Jerome Handicap, Empire City Handicap, Wilson Stakes, Metropolitan Handicap, Suburban Handicap, Brooklyn Handicap, Whitney Handicap, Carter Handicap, Pimlico Special                                                           | Poulain de 2 ans (1951) Cheval d'âge de l'année (1953) Cheval de l'année (1953) |
|       | Tom Ochiltree                     | 2016      | Lexington           | 1875-1877            | 33      | 21        | Preakness Stakes, Annual Sweepstakes, Dixie Stakes, Baltimore Cup, Monmouth Cup, Saratoga Cup, Continental Cup, Westchester Cup, Grand National Handicap | Poulain de 2 ans (1875) Meilleur cheval d'âge (1876) |
|       | Top Flight                        | 1966      | Dis Donc            | 1931-1932            | 16      | 12        | Spinaway Stakes, Matron Stakes, Belmont Futurity Stakes, Pimlico Futurity, Acorn Stakes, Arlington Oaks, Coaching Club American Oaks, Alabama Stakes. | Pouliche de 2 ans (1931) Pouliche de 3 ans (1932) |
|       | Tosmah                            | 1984      | Tim Tam             | 1963-1966            | 39      | 23        | Frizette Stakes, Mermaid Stakes, Arlington Classic, Arlington Matron Handicap, Beldame Stakes, Liberty Bell Handicap, Maskette Handicap, Colonial Handicap | Pouliche de 2 ans (1963) Pouliche de 3 ans (1964) |
|       | Tuscalee (steeple-chaser)         | 2013      | Tuscany             | 1963-1972            | 89      | 39        | National Hunt Cup | |
|       | Twenty Grand                      | 1957      | St. Germans         | 1930-1935            | 25      | 14        | (Kentucky Derby, Belmont Stakes), Jockey Club Gold Cup, Travers Stakes, Wood Memorial Stakes, Dwyer Stakes, Lawrence Realization Stakes | Poulain de 3 ans (1931) Cheval de l'année (1931) |
|       | Twilight Tear                     | 1963      | Bull Lea            | 1943-1945            | 24      | 18        | Acorn Stakes, Coaching Club American Oaks, Pimlico Special, Black-Eyed Susan Stakes, Arlington Classic. | Pouliche de 2 ans (1943) Pouliche de 3 ans (1944) Cheval de l'année (1944) |
|       | Two Lea                           | 1982      | Bull Lea            | 1948-1952            | 26      | 15        | Cleopatra Handicap, Artful Stakes, Arcadia Handicap, Santa Margarita Handicap, Vanity Handicap, Hollywood Gold Cup | Pouliche de 3 ans (1949) Jument d'âge de l'année (1950) |
|       | War Admiral                       | 1958      | Man o' War          | 1936-1939            | 26      | 21        | Triple Couronne (Kentucky Derby, Preakness Stakes, Belmont Stakes), Jockey Club Gold Cup, Washington Handicap, Pimlico Special, Saratoga Cup, Whitney Handicap, Wilson Stakes, Queens County Handicap                                                                              | Poulain de 3 ans (1937) Cheval de l'année (1937) Tête de liste des étalons (1945) |
|       | Waya                              | 2019      | Faraway Son         | 1977-1979            | 29      | 14        | Prix de l'Opéra, Man o' War Stakes, Aqueduct Turf Classic Invitational Stakes, Flower Bowl Handicap, Diana Handicap, Santa Ana Handicap | Jument d'âge de l'année (1979) |
|       | Whirlaway                         | 1959      | Blenheim            | 1940-1943            | 60      | 32        | Triple Couronne (Kentucky Derby, Preakness Stakes, Belmont Stakes), Jockey Club Gold Cup, Travers Stakes, Breeders' Futurity Stakes, Hopeful Stakes, Saratoga Special Stakes, Lawrence Realization Stakes, Dwyer Stakes, American Derby, Louisiana Handicap, Washington Handicap   | Poulain de 2 ans (1940) Poulain de 3 ans (1941) Cheval de l'année (1941 & 1942) |
|       | Whisk Broom II                    | 1979      | Broomstick          | 1909-1913            | 26      | 10        | Select Stakes, Victoria Cup Handicap, Metropolitan Handicap, Brooklyn Handicap, Suburban Handicap | Poulain de 3 ans (1913) Cheval de l'année (1913) |
|       | Winning Colors                    | 2000      | Caro                | 1987-1989            | 19      | 8         | Kentucky Derby, Santa Anita Derby, Santa Anita Oaks, Turfway Breeders' Cup Stakes | Pouliche de 3 ans (1988) |
|       | Wise Dan                          | 2020      | Wiseman's Ferry     | 2010-2014            | 31      | 23        | Breeders' Cup Mile, Fourstardave Handicap, Woodbine Mile, Shadwell Turf Mile Stakes, Maker's Mark Mile Stakes, Woodford Reserve Turf Classic | Cheval de l'année (2012, 2013) |
|       | Xtra Heat                         | 2015      | Dixieland Heat      | 2000-2003            | 35      | 26        | Beaumont Stakes, Endine Stakes, Prioress Stakes, Cicada Stakes, Ruthless Stakes, Barbara Fritchie Handicap, Genuine Risk Handicap, Phoenix Stakes | Pouliche de 3 ans (2001) |
|       | Zaccio (steeple-chaser)           | 1990      | Lorenzaccio         | 1979-1984            | 42      | 22        | American Grand National, Midsummer Steeple-Chase Handicap, Indian the River Steeple-Chase Stakes, Lovely Night Steeple-Chase handicap, New York Turf Writers Cup, Colonial Cup International Steeple-Chase                                                                         | Steeple-chaser de l'année (1980, 1982, 1983) |
|       | Zenyatta                          | 2016      | Street Cry          | 2007-2010            | 20      | 19        | Breeders' Cup Classic, Breeders' Cup Ladies' Classic, Vanity Handicap, Apple Blossom Handicap, Clement Hirsch Handicap, Lady's Secret Stakes, Santa Margarita Handicap | Jument d'âge de l'année (2008, 2009, 2010) Cheval de l'année (2010) |
|       | Zev                               | 1983      | The Finn            | 1922-1924            | 43      | 23        | Kentucky Derby, Belmont Stakes, Hopeful Stakes, Grand Union Hotel Stakes, Withers Stakes, Queens County Handicap, Lawrence Realization Stakes | Poulain de 2 ans (1922) Poulain de 3 ans (1923) Cheval de l'année (1923) |